# Église rouge de Vourgaréli
Pour les articles homonymes, voir Église rouge.
L’église rouge (en grec moderne : Κόκκινη Εκκλησιά) est une église byzantine à Vourgaréli, dans la région grecque des Tzoumérka, en Épire. Exemple de la Renaissance Paléologue, l'édifice est architecturalement ressemblant à l'église Notre-Dame d'Ohrid (bg), ce qui témoigne de l'influence en Épire du Second Empire bulgare et de l'Archevêché d'Ohrid,.